# Germán Cobos
Pour les articles homonymes, voir Sánchez, Hernández et Cobos.
Germán Sánchez Hernández-Cobos est un acteur espagnol né le 7 juillet 1927 à Séville et mort le 12 janvier 2015 à Almuñécar.

## Biographie
Germán fait ses études secondaires à Séville, puis se rend à Madrid pour étudier l'art dramatique au conservatoire. Il fait partie de l'une des premières promotions de l'Instituto de Investigaciones y Experiencias Cinematográficas (es).
À 26 ans, il débute au cinéma dans Vuelo 971 de Rafael J. Salvia, et à peu près en même temps dans la compagnie de théâtre de Lily Murati.
Il joue ses premiers rôles de protagoniste sous la direction de Pedro Lazaga dans La vida es maravillosa (1955), Cuerda de presos (1955), Torrepartida (1956) et Roberto el diablo (1956).
Dans les années 1960, qui sont la période la plus prolifique de sa carrière, il joue dans plus de trente films, parmi lesquels A las cinco de la tarde de Juan Antonio Bardem (1960), Los felices sesenta de Jaime Camino (1963) et Brillante porvenir de Vicente Aranda et Román Gubern (es) (1963), tout en restant fidèle au théâtre. 
Il disparaît alors presque du milieu du cinéma, à part des rôles dans El puente de J.A. Bardem (1976) et Solos en la madrugada de José Luis Garci (1977), avant de revenir dix ans plus tard pour des rôles secondaires attrayants dans La Loi du désir de Pedro Almodovar (1986), El aire de un crimen d'Antonio Isasi-Isasmendi (1987) ou Un parapluie pour trois de Felipe Vega (es) (1992).

## Filmographie

### Cinéma
- 1951 : La leona de Castilla
- 1953 : Vuelo 971
- 1954 : Le Baiser de Judas (El beso de Judas)
- 1954 : La patrulla
- 1955 : La otra vida del capitán Contreras
- 1955 : Marta
- 1955 : Mañana cuando amanezca
- 1956 : La vida es maravillosa : Eugenio Jalón
- 1956 : Retorno a la verdad
- 1956 : Cuerda de presos : Silvestre
- 1956 : Torrepartida : Manuel
- 1956 : Sous le signe de la croix : Tullius
- 1957 : Roberto el diablo
- 1957 : Saranno uomini
- 1957 : Der Stern von Afrika
- 1957 : Susanna tutta panna : Alberto
- 1957 : Femmine tre volte : Ugo
- 1957 : Dites 33 : Avv. Otello Bellomo
- 1958 : El ángel está en la cumbre
- 1959 : Soledad : Paco
- 1959 : Carmen de Grenade : Lucas
- 1960 : Ama Rosa
- 1960 : Un paso al frente
- 1960 : Los abanderados de la Providencia
- 1961 : Un taxi pour Tobrouk : Jean Ramirez
- 1961 : A las cinco de la tarde : José Álvarez
- 1961 : El amor empieza en sábado
- 1961 : Despedida de soltero : Miguel
- 1962 : Abuelita Charlestón : Pierre
- 1962 : El hombre del expreso de Oriente
- 1962 : Héroes de blanco
- 1962 : Une dame aux camélias : Federico
- 1962 : Les Dernières Aventures de Fra Diavolo : colonel Chamonis
- 1963 : El valle de las espadas : Abderramán
- 1963 : 40 años de novios : Valentín Pereira
- 1963 : La revoltosa : Felipe
- 1963 : Los felices sesenta : Pablo
- 1964 : Les Parias de la gloire : Albertini
- 1964 : La Furie des Apaches
- 1964 : Fuerte perdido : Paul Driscoll
- 1965 : Destino: Barajas
- 1965 : El puente de la ilusión
- 1965 : Brillante porvenir (es) : Antonio
- 1965 : Julieta engaña a Romeo : Roberto
- 1965 : Agent Z-55, mission désespérée : Robert Manning / Danny O'Connor / Agent Z-55
- 1966 : Algunas lecciones de amor : Juan
- 1967 : Tecnica per un massacro : Danny O'Connor / Agent Z-55
- 1967 : Wanted, le recherché : Martin Heywood
- 1967 : El hombre del puño de oro : Clark
- 1967 : Camerino sin biombo
- 1967 : El rostro del asesino : Carlos
- 1967 : Lola Colt : Larry / Le diable
- 1967 : El halcón de Castilla : Don Diego de Mendoza
- 1968 : El Sancho, c'est le temps de mourir (Sangue chiama sangue) de Luigi Capuano : un moine, le père Louis Willoughby
- 1968 : El secreto del capitán O'Hara : Capitán Richard O'Hara
- 1969 : Le Dernier des condors : Sucre
- 1969 : Matrimonios separados : Daniel
- 1970 : ¡Se armó el belén! : Don José
- 1970 : Le Colt du révérend : Fred
- 1972 : Marianela : D. Carlos
- 1973 : Sexy Cat : Mike Cash
- 1975 : Las alegres vampiras de Vögel : Carlos
- 1976 : Cría cuervos : Nicolas Garontes
- 1976 : Las camareras : Enrique
- 1977 : El puente : Émmigrant
- 1977 : Los placeres ocultos : Ignacio
- 1978 : Solos en la madrugada : Ramón Vidal
- 1981 : Demasiado para Gálvez : L'éditeur
- 1987 : La Loi du désir : El Cura
- 1987 : Une catin pour deux larrons : metteur en scène du théâtre
- 1988 : Tu novia está loca : père d'Amaia
- 1988 : El aire de un crimen : Amaro
- 1990 : Ispanskaya aktrisa dlya russkogo ministra : Le producteur
- 1990 : Bazar Viena : Le producteur
- 1990 : Contre le vent : Antonio
- 1991 : La Veuve du capitaine Estrada : Mondéjar
- 1991 : Le Jour de ma naissance
- 1991 : La taberna fantástica
- 1992 : Un parapluie pour trois : Père de Daniel
- 1993 : Tres palabras : Gordillo
- 1995 : Boca a boca : Père de Luci
- 1996 : Mirada Líquida : Père Antonio
- 1996 : Más allá del jardín : Alvaro Larra
- 2003 : Pas si grave : Gabo

### Télévision
- 1964 : Escuela de maridos : Don Juan
- 1964 : Confidencias
- 1967 : Escuela de matrimonios
- 1968-1982 : Estudio 1 : Antonio
- 1969 : Pequeño estudio
- 1969 : Lola la piconera : Capitán Gustavo Lefevre
- 1971 : Sospecha
- 1974 : Los libros : El Cid
- 1977 : Novela (es)
- 1982 : La máscara negra (es)
- 1984 : Proceso a Mariana Pineda : Juez Pedrosa
- 1987 : Lorca, muerte de un poeta : Ignacio Sánchez Mejías
- 1989 : Primera función
- 1990 : Brigada central : General
- 1991 : La huella del crimen 2 : López Oyarzábal
- 1991 : Réquiem por Granada : Abul Kazim
- 1992 : Crónicas del mal
- 1994 : Truhanes
- 1994 : Serie negra
- 1995 : Los ladrones van a la oficina
- 1996 : Carmen y familia
- 1998 : Hermanas
- 1998 : Todos los hombres sois iguales
- 1998 : Entre naranjos : Ramón Brull
- 1998 : Una de dos
- 2000 : ¡Qué grande es el teatro!
- 2001 : Arrayán (es) : D. Arturo Torres
- 2005 : C'est la vie, camarade ! : Delgado
- 2006 : Aquí no hay quien viva : Manolo

### Courts-métrages
- 1957 : Héroes sin relevo
- 1995 : Passover : Don Ramon
- 1996 : Esposados : Sr. Guerrero
- 1997 : Se fue : Père
- 2004 : La llamada
- 2005 : Sueño contigo
- 2007 : Limoncello : Joe